# Jean-Denis Barbié du Bocage
Pour les articles homonymes, voir Barbié du Bocage, Barbié et Bocage (homonymie).
Jean-Denis Barbié, dit Barbié du Bocage, né le 28 avril 1760 à Paris et mort dans cette ville le 28 décembre 1825, est un géographe et cartographe français, doyen de la faculté de lettres de Paris, membre de l'Institut.

## Biographie
Issu d'une famille bourgeoise originaire de Normandie, orphelin d'un père architecte et graveur dès l'âge de 9 ans, il fit ses études au collège Mazarin et travailla quelque temps dans l'étude d'un procureur où l'avait dirigé sa mère qui le destinait au Barreau, avant de devenir, en 1777, l'unique élève de Jean-Baptiste Bourguignon d'Anville (1697-1782), premier géographe du Roi, membre de l'Académie des inscriptions et belles-lettres (1754) et de l'Académie royale des sciences (1773), qui le forma à la géographie. En 1786, Barbié du Bocage enrichit la mappemonde de M. d'Anville des nouvelles découvertes faites jusqu'à cette époque.
En 1780, âgé de 20 ans, il débuta, sous Louis XVI, comme attaché au ministère des affaires étrangères dirigé par Charles Gravier de Vergennes (1719-1787) puis, à partir de 1785, attaché au Cabinet des médailles de la Bibliothèque du roi alors dirigé par l'abbé Barthélémy. Dans le Voyage du jeune Anarchis écrit par ce dernier, Barbié du Bocage y a établi les cartes. Il est chargé en 1792 de la partie géographie de la même bibliothèque, dont il fut chassé sous la Terreur, après avoir été emprisonné comme suspect le 2 septembre 1793.
Sous le Directoire, en 1797, il est nommé membre du conseil de géographie du bureau du cadastre du ministère de l'Intérieur. Sous le Consulat, en 1802, il est chargé au ministère de la guerre de divers travaux géographiques, dont la carte de Morée (Péloponnèse) pour Bonaparte, Premier consul qui l'aurait fait mettre sous le scellé afin d'en conserver seul l'usage. De 1803 à 1809, il fut ensuite géographe du ministère des Relations extérieures dirigé par Talleyrand jusqu'en 1807 dont il fut le chef du dépôt de géographie. En 1804, il dresse une Carte d'Europe pour l'instruction publique. En 1806, il établit la Carte de la principauté de Bénévent pour Talleyrand qui venait d'être titré par Napoléon prince de ce petit État enclavé dans le royaume de Naples et confisqué au pape. La même année, il est également chargé d'établir la grande carte de France pour les Ponts et Chaussées.
Il fut en outre membre de l'Institut de France : sous le Premier Empire, il fut élu, le 7 novembre 1806 contre l’helléniste J. B. Gail, membre ordinaire de la Classe d'Histoire et de Littérature anciennes, en remplacement de l'abbé Louis-Pierre Anquetil-Duperron (1723-1806), historien. À cette occasion, Talleyrand, membre de la même Académie où Barbié du Bocage retrouve également Choiseul-Gouffier, salue la « justesse de son esprit » et « l'étendue de ses connaissances ». L'Institut impérial des sciences, lettres et arts regroupe, à la fin de l'Empire, les principaux savants et artistes de l'époque. Au sein de la troisième classe (histoires et littérature anciennes), Barbié du Bocage siège ainsi, en 1810, aux côtés d'Ameilhon, François-Antoine de Boissy d'Anglas, Joseph Bonaparte, Brial, Champagne, Marie-Gabriel-Florent-Auguste de Choiseul-Gouffier, Clavier, Bon-Joseph Dacier (Secrétaire perpétuel depuis 1782), Pierre-Claude-François Daunou, Desales, Dupont, Gail, Garran de Coulon, Gaussin, Gérando, Ginguené, Gosselin, Grégoire, Louis-Matthieu Langlès, Lakanal, Lanjuinas, Laporte du Teil, Lebreton, Lebrun, Levesque, Mentelle, Mercier, Millin, Antoine Mongez, Pastoret, Petit-Radel, Pougens, Quatremère de Quincy, Charles-Frédéric Reinhard, Antoine-Isaac Silvestre de Sacy, Talleyrand, Toulongeon et Visconti.
En 1809, il devint le premier professeur de géographie ancienne et moderne de la faculté de lettres de Paris, devenant doyen de la Sorbonne en 1815 à la suite de Pierre-Paul Royer-Collard, siégeant au conseil académique de Paris en 1821. Il enseigna également à l'École normale.
Il a été fait chevalier de l'ordre royal de la Légion d'honneur le 19 octobre 1814, par Louis XVIII, sous la Première Restauration et est maintenu au sein de l'Institut royal, au moment de la Seconde Restauration, étant nommé membre de l'Académie des inscriptions et belles-lettres reconstituée par l'ordonnance royale du 21 mars 1816.
Membre de la Société d'émulation de Cambrai en 1803, il faisait également partie de plusieurs académies étrangères (Académie de Florence en 1807, Société royale de Goëttingue en 1808, Institut royale de Hollande en 1809, Académie ionienne en 1810, Académie royale de Prusse en 1811) et de la Société royale des antiquaires de France en 1819 qu'il présida en 1820 et 1824.
Il fut l'un des 217 fondateurs en 1821 de la Société de géographie qui « est instituée pour concourir aux progrès de la géographie ; elle fait entreprendre des voyages dans les contrées inconnues; elle propose et décerne des prix ; établit une correspondance avec les Sociétés savantes, les voyageurs et les géographes ; publie des relations inédites ainsi que des ouvrages et fait graver des cartes ». Il en présida la première réunion constitutive, en l'hôtel de ville de Paris, le 15 décembre 1821 et fut élu membre du bureau de la Commission centrale aux côtés de Conrad Malte-Brun, Alexandre de Humboldt, Jean-François Champollion et Cuvier.
Spécialiste de la cartographie de l'Antiquité, il a coopéré à presque toutes les entreprises géographiques de quelque importance faites en son temps et rassembla une importante collection de cartes et de documents géographiques, bibliothèque de 1,200 ouvrages qui sera vendue, après sa mort, en mai 1826. Auteur d'un Précis de géographie ancienne, publié en 1811 à la suite de l'Abrégé de géographie de MM. Pinkerton et Waldkenaer, il est surtout connu par son bel Atlas du Voyage du jeune Anacharsis en Grèce (1788 et 1799) de l'abbé Jean-Jacques Barthélemy (1716-1795) et par ses cartes, en 1782 (pour le 1er volume) et en 1824 (pour le 2e volume), du Voyage pittoresque en Grèce de Marie-Gabriel-Florent-Auguste Choiseul-Gouffier (1752-1817).
Il avait épousé, le 16 février 1792, Antoinette Marie Delahaye (1773-1857), fille de Guillaume-Nicolas Delahaye (1725-1802), premier graveur du Roi, lui-même filleul du célèbre cartographe Guillaume Delisle (1675-1726). Ils eurent quatre enfants dont Jean Guillaume Barbié du Bocage (1793-1843) et Alexandre Barbié du Bocage (1798-1835), qui embrassent, comme leur père, la carrière de géographe, tout comme leur petit-fils Victor Amédée Barbié du Bocage (1832-1890). Leur troisième fils, Isidore-Louis, fut docteur en médecine après avoir présenté thèse sur « l'éruption du sudamina » en 1828, et membre de la Société anatomique de Paris jusqu'à son décès en 1834. Leur fille, Marie-Adélaïde-Augustine, épousa Antoine Lemoine, professeur à l'École des ponts et chaussées.
Parmi leur descendance se trouvent, du côté de Guillaume, la famille Collin du Bocage, dont l'auteur dramatique Louis Verneuil (1893-1952), époux en premières noces de Lysiane Bernhardt, petite fille de Sarah Bernhardt, puis en secondes noces de Germaine Feydeau, fille de Georges Feydeau (1862-1921), et, du côté d'Alexandre, des alliances avec les familles de Preaulx, puis de La Tullaye.
La sœur de Jean-Denis, Marie Julie Barbié du Bocage (1766-1846), avait quant à elle épousé le 12 février 1792 à Paris, Jacques-Louis Bance (1761-1847) qui devient un graveur et marchand d'estampes réputé, leur fils, Balthazar Bance (1804-1862), fondant la Librairie centrale d'architecture en 1849, dont l'artiste peintre et graveur Albert Bance (1848-1899).
Barbié du Bocage fut inhumé au cimetière du Père-Lachaise (11e division).

## Publications
- Recueil des cartes géographiques, plans, vues et médailles de l'ancienne Grèce, relatifs au voyage du jeune Anacharsis, précédé d'une analyse critique des cartes, 1788, sur Gallica
- Analyse de la carte des marches et de l'Empire d'Alexandre Le Grand, 1804.
- Dictionnaire géographique critique des lieux mentionnés dans les ouvrages de Salluste, 1813.
- Précis de géographie ancienne, 2 vol., 1827.
- Description topographique et historique de la plaine d'Argos et d'une partie de l'Argolide, 1834.

## Iconographie
- Portrait en pied de M. Dubocage, par le peintre Augustin-Désiré Pajou